# Ophiopyrgus saccharatus
Ophiopyrgus saccharatus är en ormstjärneart som beskrevs av Studer 1882. Ophiopyrgus saccharatus ingår i släktet Ophiopyrgus och familjen fransormstjärnor. Inga underarter finns listade i Catalogue of Life.